# 阿尔真蒂娜·梅尼斯
阿尔真蒂娜·梅尼斯（羅馬尼亞語：Argentina Menis，1948年7月19日—2023年3月3日），罗马尼亚女子田径运动员。她曾代表罗马尼亚参加1972年和1976年夏季奥林匹克运动会田径比赛，其中1972年奥运会获得一枚银牌。